# Gröngul flamskivling
Gröngul flamskivling (Pholiota gummosa) är en svampart som först beskrevs av Wilhelm Gottfried Lasch, och fick sitt nu gällande namn av Rolf Singer 1951. Gröngul flamskivling ingår i släktet tofsskivlingar och familjen Strophariaceae.  Arten är reproducerande i Sverige. Inga underarter finns listade i Catalogue of Life.

## Bildgalleri

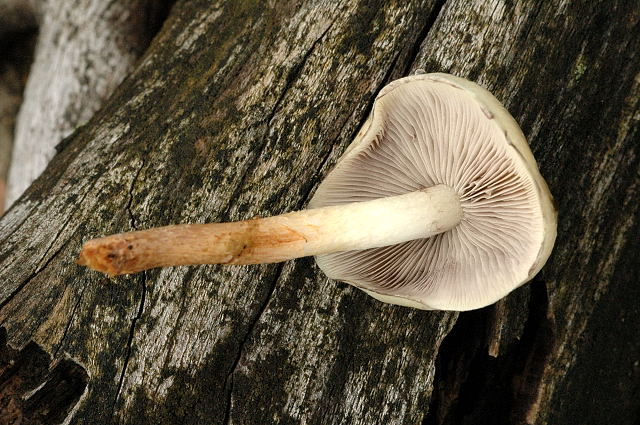
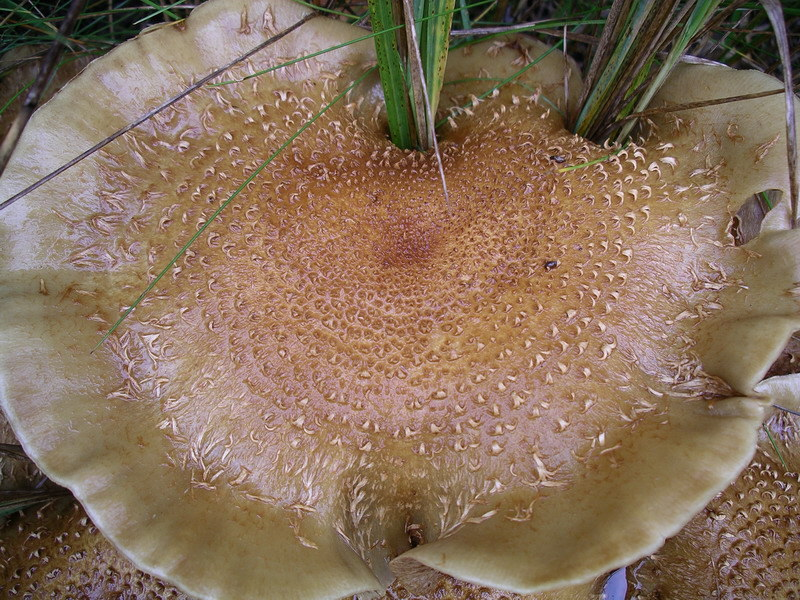